# Jõgevamaa
Jõgevamaa vagy Jõgeva megye (észtül: Jõgeva maakond) közigazgatási egység Észtországban, egyike az ország 15 megyéjének. Észtország keleti részén helyezkedik el, északkeletről Ida-Virumaa, keletről a Peipus-tó, délről Tartumaa, délnyugatról Viljandimaa, északnyugatról Järvamaa és északról Lääne-Virumaa határolja.

## A megye közigazgatása
A megye 3 városból és 10 községből áll.
Városok:
- Jõgeva
- Mustvee
- Põltsamaa

Községek:
- Jõgeva
- Kasepää
- Pajusi
- Pala
- Palamuse
- Puurmani
- Põltsamaa
- Saare
- Tabivere
- Torma

## Népesség
A település népessége az elmúlt években az alábbi módon változott:
| Lakosok száma | 31 145 | 30 841 | 31 298 | 30 840 | 29 119 | 28 734 | 28 442 | 28 082 | 27 857 | 27 739 |
|               | 2014   | 2015   | 2016   | 2017   | 2018   | 2019   | 2020   | 2021   | 2022   | 2023   |

## Képgaléria

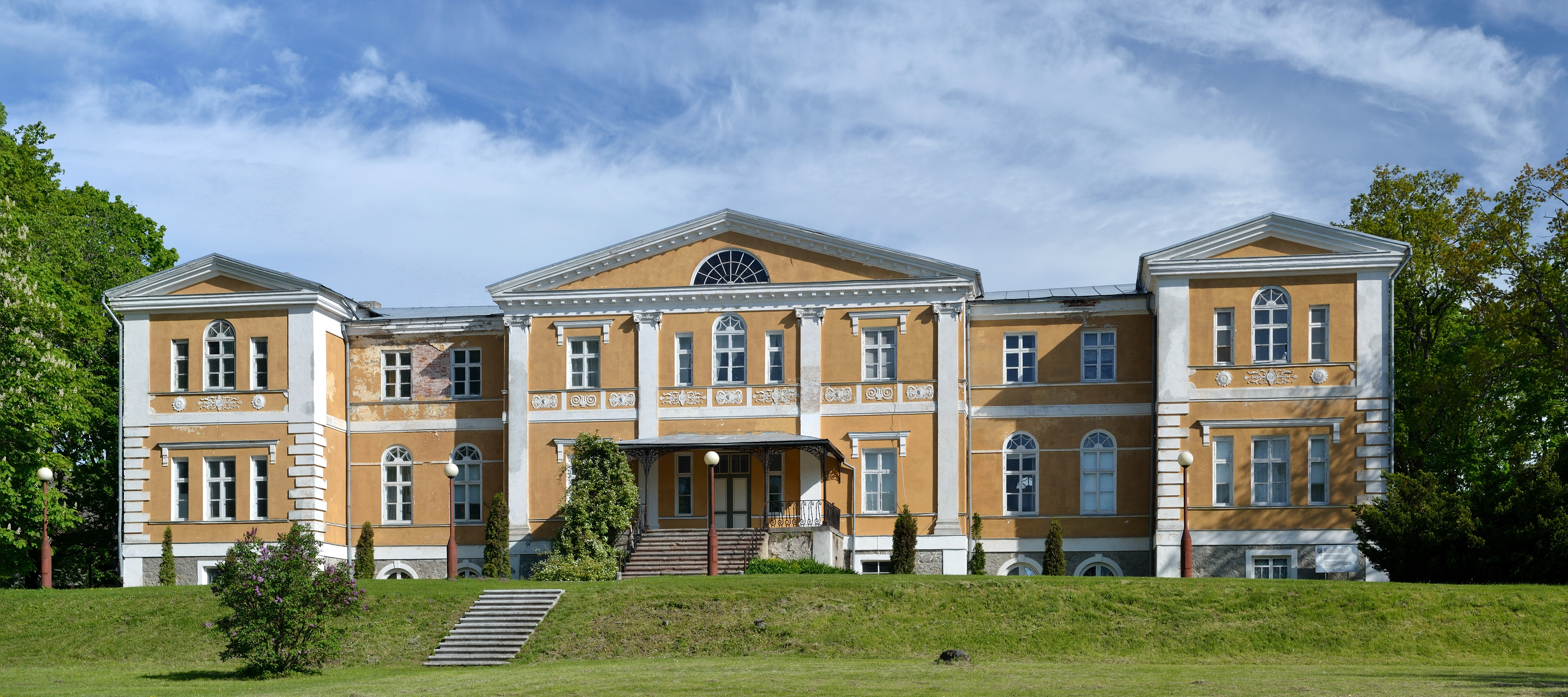
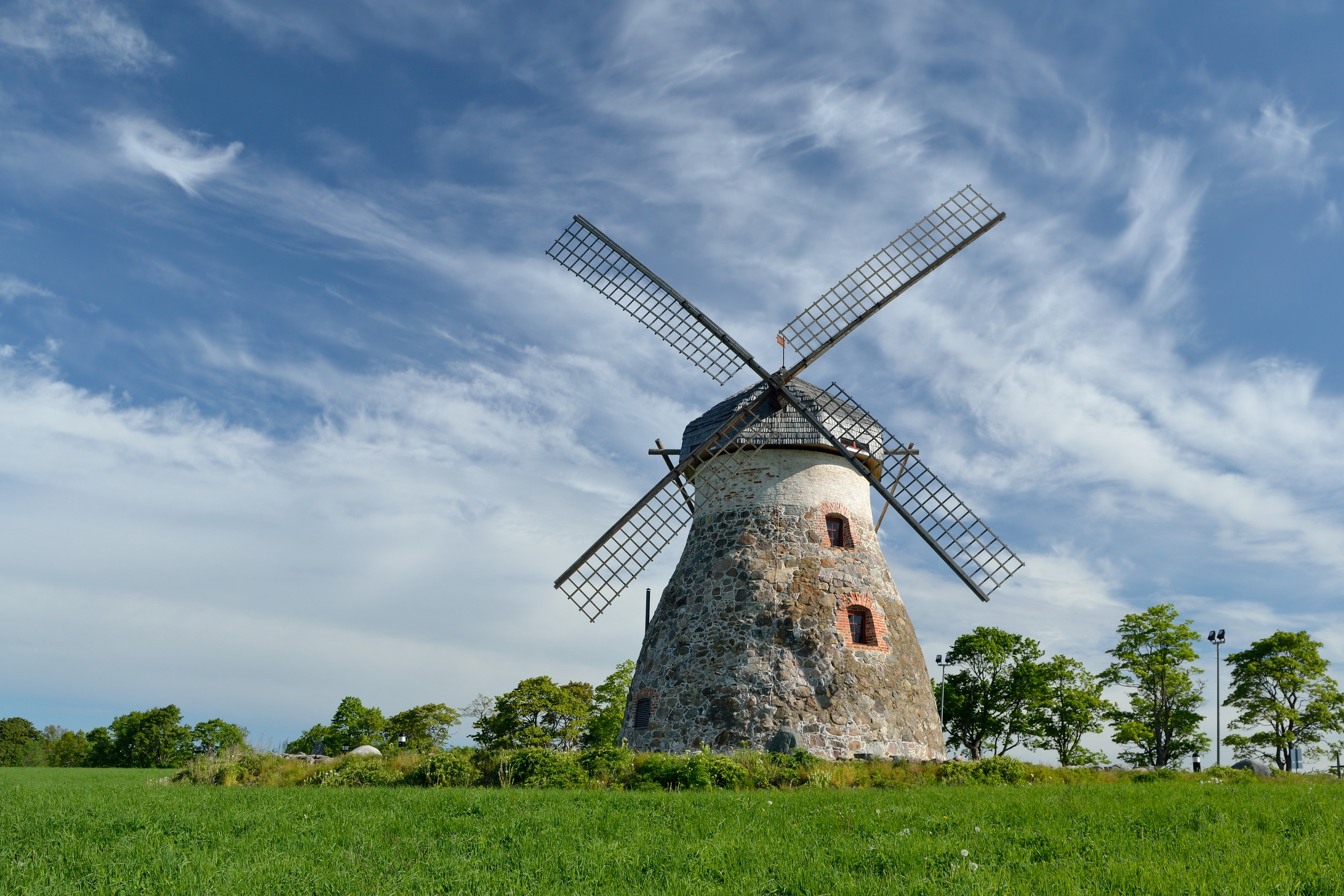
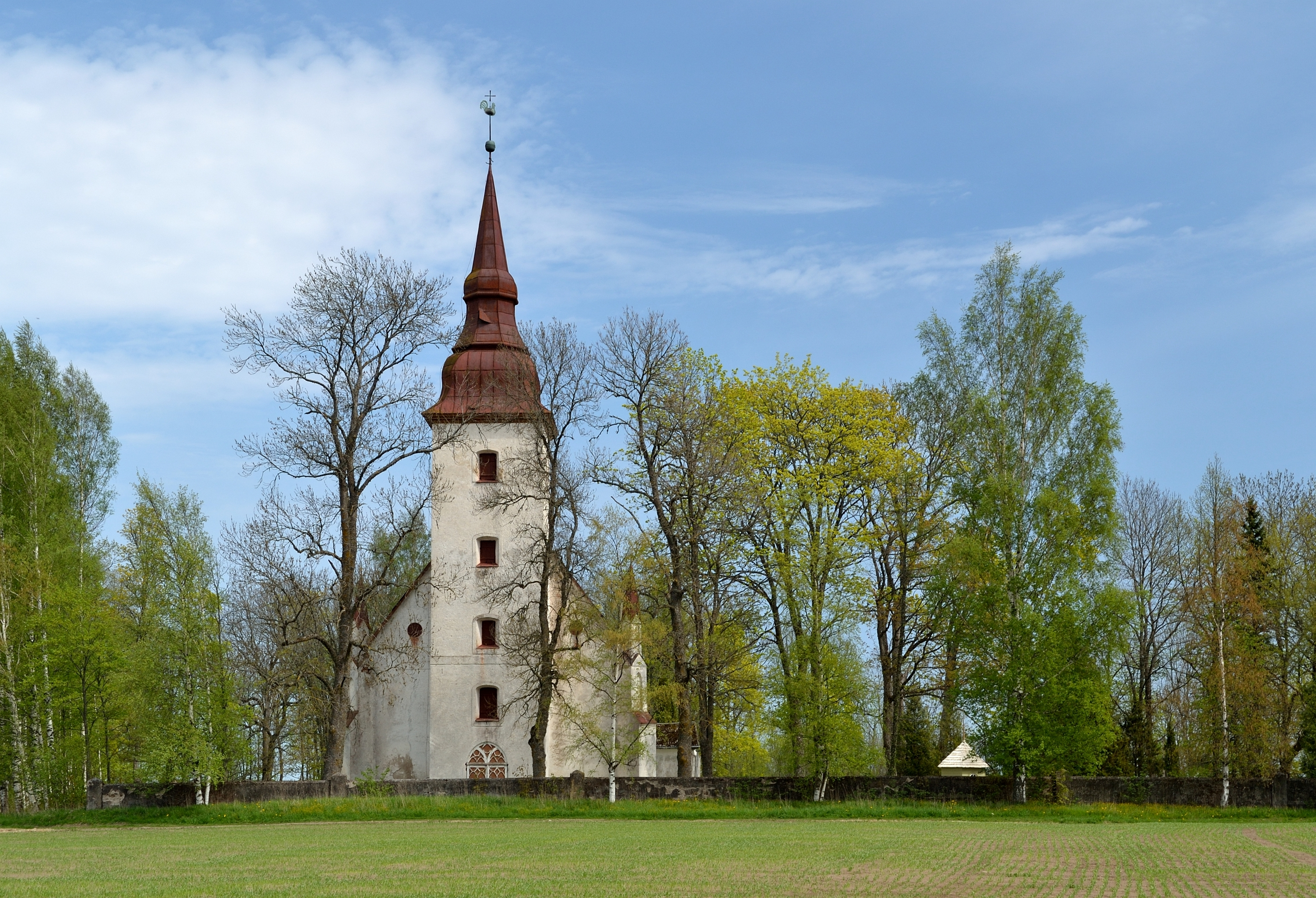
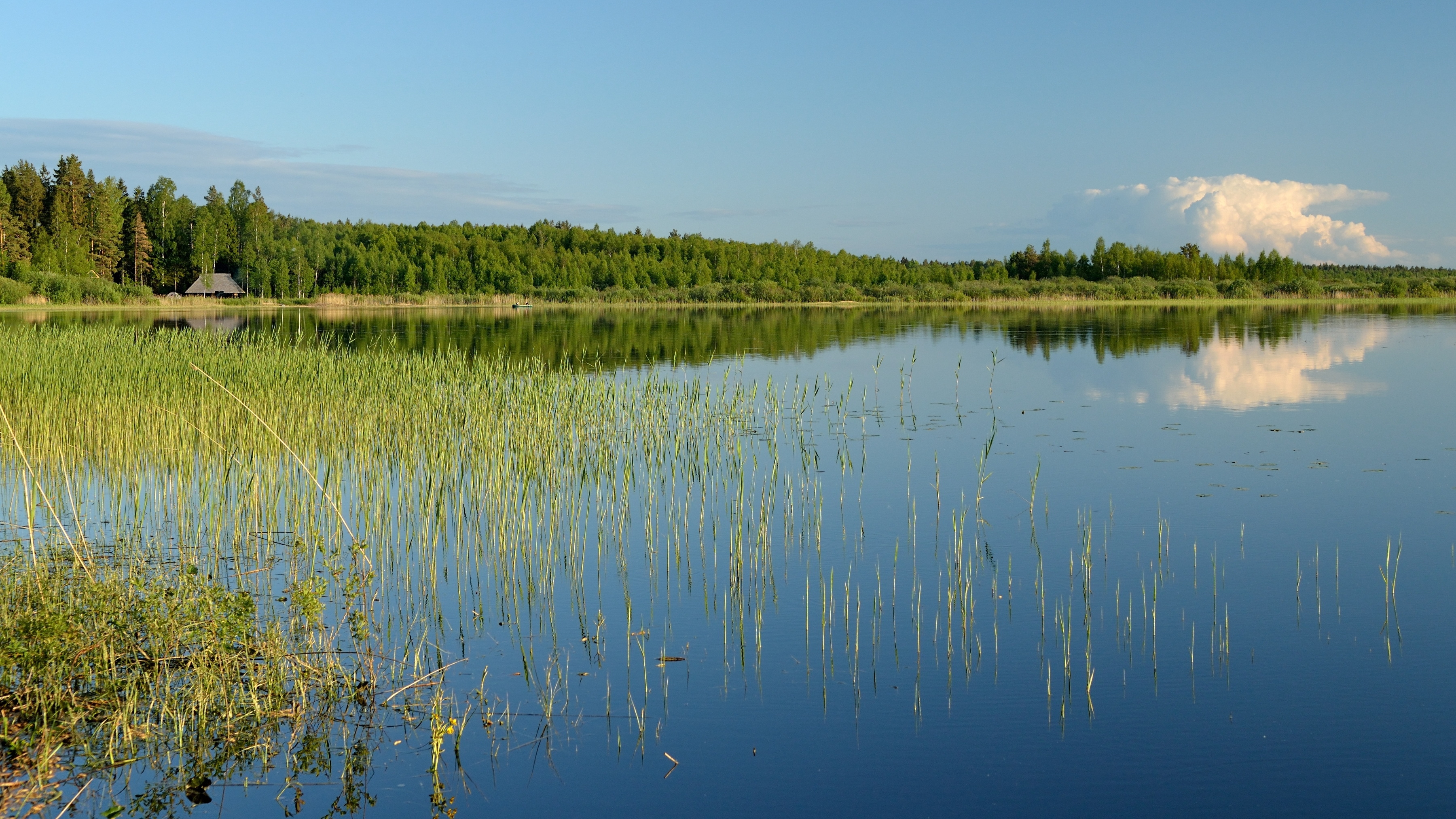

## Külső hivatkozások
- Jõgeva megye honlapja